# NGC 391
NGC 391 é uma galáxia elíptica (E-S0) localizada na direcção da constelação de Cetus. Possui uma declinação de +00° 55' 33" e uma ascensão recta de 1 horas, 07 minutos e 22,5 segundos.